# Lee Eun-kyung
Lee Eun-Kyung, född den 15 juli 1972, är en kvinnlig idrottare från Sydkorea, som tävlade i olympiska sommarspelen 1996 i Atlanta, där hon tävlade i bågskytte. Hon tog där guldmedalj i damernas lagdisciplin.